# John Fritsche (hockey sur glace, 1991)
 John Fritsche junior (né le 3 septembre 1991 à Parma, dans l'État de l'Ohio aux États-Unis) est un joueur professionnel de hockey sur glace américano-suisse.
Fritsche est issu d’une famille de hockeyeur, son père John était hockeyeur professionnel et son frère Jason ainsi que ses cousins Tom et Dan sont actifs dans ce sport.

## Carrière de joueur
Fritsche a commence sa carrière en 2008 chez les IceDiggers d'Alpena en North American Hockey League. Après un bref engagement avec le Gamblers de Green Bay en United States Hockey League, il rejoint les Phantoms de Youngstown où il joue pendant la saison 2010-2011.
En été 2011, il se décide pour un transfert en Europe et rejoint le CP Berne et le championnat suisse de ligue nationale A. En cours de saison, il est échangé contre Adrian Brunner et rejoint son cousin Dan au Genève Servette HC. Il y joue pendant deux ans et 2013, il remporte la  Coupe Spengler.
Le 1er février 2014, Fritsche est échangé avec Jérémie Kamerzin contre Romain Loeffel et rejoint le HC Fribourg-Gottéron.

## Statistiques
| Saison     | Équipe                 | Ligue      |     | Saison régulière | Saison régulière | Saison régulière | Saison régulière | Saison régulière |   | Séries éliminatoires | Séries éliminatoires | Séries éliminatoires | Séries éliminatoires | Séries éliminatoires |
| Saison     | Équipe                 | Ligue      | PJ  | B                | A                | Pts              | Pun              | PJ               | B | A                    | Pts                  | Pun                  |                      |                      |
| 2008-2009  | IceDiggers d'Alpena    | NAHL       | 52  | 2                | 13               | 15               | 51               | 4                | 1 | 1                    | 2                    | 0                    |                      |                      |
| 2009-2010  | IceDiggers d'Alpena    | NAHL       | 55  | 23               | 22               | 45               | 105              | -                | - | -                    | -                    | -                    |                      |                      |
| 2009-2010  | Gamblers de Green Bay  | USHL       | 2   | 0                | 0                | 0                | 0                | 1                | 0 | 0                    | 0                    | 0                    |                      |                      |
| 2010-2011  | Phantoms de Youngstown | USHL       | 27  | 3                | 1                | 4                | 24               | -                | - | -                    | -                    | -                    |                      |                      |
| 2011-2012  | CP Berne               | LNA        | 18  | 0                | 3                | 3                | 4                | -                | - | -                    | -                    | -                    |                      |                      |
| 2011-2012  | HC Genève-Servette     | LNA        | 22  | 1                | 1                | 2                | 29               | 4                | 0 | 0                    | 0                    | 2                    |                      |                      |
| 2012-2013  | HC Genève-Servette     | LNA        | 45  | 3                | 3                | 6                | 4                | 7                | 1 | 1                    | 2                    | 2                    |                      |                      |
| 2012-2013  | Lausanne HC            | LNB        | 1   | 0                | 0                | 0                | 0                | -                | - | -                    | -                    | -                    |                      |                      |
| 2013-2014  | HC Genève-Servette     | LNA        | 39  | 3                | 1                | 4                | 29               | -                | - | -                    | -                    | -                    |                      |                      |
| 2013-2014  | HC Fribourg-Gottéron   | LNA        | 4   | 0                | 0                | 0                | 0                | 10               | 0 | 1                    | 1                    | 4                    |                      |                      |
| 2014-2015  | HC Fribourg-Gottéron   | LNA        | 50  | 4                | 4                | 8                | 18               | 6                | 1 | 2                    | 3                    | 0                    |                      |                      |
| 2015-2016  | HC Fribourg-Gottéron   | LNA        | 46  | 6                | 7                | 13               | 33               | 5                | 0 | 1                    | 1                    | 0                    |                      |                      |
| 2016-2017  | HC Fribourg-Gottéron   | LNA        | 40  | 1                | 3                | 4                | 8                | 9                | 2 | 2                    | 4                    | 2                    |                      |                      |
| 2017-2018  | HC Fribourg-Gottéron   | LNA        | 42  | 2                | 2                | 4                | 39               | 5                | 0 | 1                    | 1                    | 0                    |                      |                      |
| 2018-2019  | HC Genève-Servette     | LNA        | 43  | 8                | 2                | 10               | 22               | 6                | 0 | 0                    | 0                    | 0                    |                      |                      |
| 2019-2020  | HC Genève-Servette     | LNA        | 6   | 0                | 1                | 1                | 0                | -                | - | -                    | -                    | -                    |                      |                      |
| 2020-2021  | HC Genève-Servette     | LNA        | 23  | 0                | 1                | 1                | 39               | -                | - | -                    | -                    | -                    |                      |                      |
| Totaux LNA | Totaux LNA             | Totaux LNA | 349 | 28               | 26               | 54               | 186              | 52               | 4 | 8                    | 12                   | 10                   |                      |                      |

## Palmarès et distinctions
- Vainqueur de la Coupe Spengler en 2013 avec le Genève-Servette HC.